# Neholopterus reedi
Neholopterus reedi là một loài bọ cánh cứng trong họ Cerambycidae.